# Fregatni trupec
Fregatni trupec (znanstveno ime Auxis thazard thazard) je podvrsta  tunov iz družine Scombridae, ki živi v tropskih vodah svetovnih oceanov.
Ta ribja vrsta lahko zraste do 65 cm in doseže težo okoli 1.720 gramov. Po predvidevanjih naj bi te ribe dosegle starost 5 let.
Prehranjujejo se z drugimi ribjimi vrstami, lignji, ribjim zarodom ter raznimi pelaškimi raki.